# Weisten
Weisten est un hameau de la commune belge de Burg-Reuland situé en Communauté germanophone de Belgique et Région wallonne dans la province de Liège.
Avant la fusion des communes de 1977, Weisten faisait partie de la commune de Thommen.
Le hameau compte 54 habitants.

## Situation
Weisten occupe la partie nord-ouest de la commune de Burg-Reuland entre les localités de Crombach (commune de Saint-Vith) et Braunlauf.
L'altitude du hameau avoisine les 475 m (à la chapelle).

## Patrimoine
La chapelle du Sacré-Cœur (Herz-Jesu Kapelle) a été vraisemblablement construite dans la seconde moitié du XVIIIe siècle. Elle possède un clocheton carré, une nef de deux travées et un chevet à trois pans coupés avec une croix adossée. Le chevet se trouve du côté de la rue. Quelques marches mènent à l'entrée de l'édifice.
L'ancienne voie ferrée de la ligne 163 entre Gouvy et Saint-Vith longe le hameau par l'est. Elle emprunte à cet endroit un viaduc de quatre arches et d'une hauteur de 24 m.

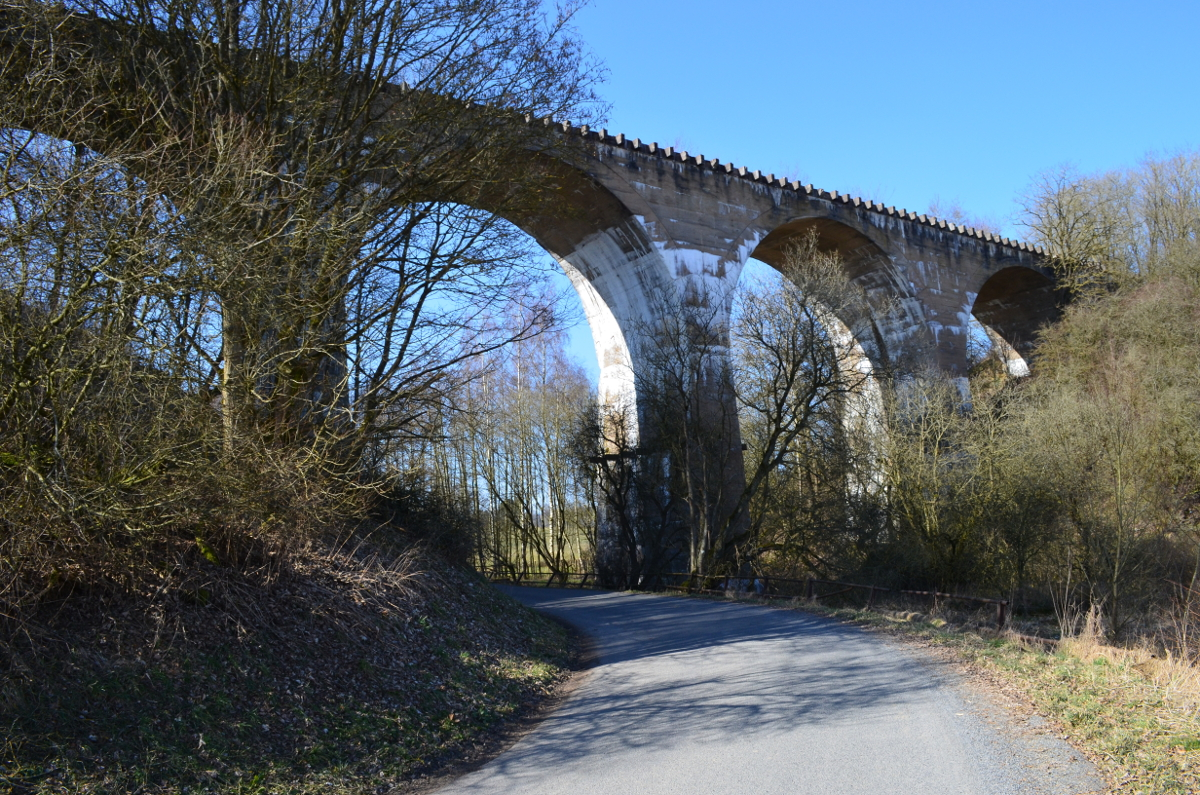
Le viaduc de Weisten